# Cayetano López
Cayetano López Martínez (Madrid) es un físico español especialista en Propiedades Rigurosas y Fenomenología de las Interacciones entre Partículas elementales, Cromodinámica Cuántica, Teorías Unificadas, Supersimetría y Aplicaciones de los Aceleradores de Partículas a la Transmutación Nuclear con fines energéticos y de eliminación de residuos. Es catedrático de Física Teórica de la Universidad Autónoma de Madrid y director general, desde el 29 de enero de 2010, del CIEMAT (Centro de Investigaciones Energéticas, Medioambientales y Tecnológicas), organismo dependiente del Ministerio de Ciencia e Innovación de España.